# Joseph Stalder
Joseph Stalder (Suiza, 6 de febrero de 1919-2 de marzo de 1991) fue un gimnasta artístico suizo, especialista en el ejercicio de barra horizontal, gracias al cual consiguió ser campeón olímpico en Londres 1948 y subcampeón olímpico en Helsinki 1952.

## Carrera deportiva
Sus mayores triunfos son haber conseguido el oro olímpico en barra fija u horizontal en las Olimpiadas de Londres 1948 —quedando situado en el podio por delante de su compatriota Walter Lehmann y del finlandés Veikko Huhtanen—, y la plata en la misma prueba cuatro años después en las Olimpiadas de Helsinki 1952, quedando tras el suizo Jack Günthard y empatado con el alemán Alfred Schwarzmann. Aunque también ha conseguido éxitos en otras pruebas como el caballo con arcos y las barras paralelas.